# Dreispitz
El Dreispitz és una muntanya de 2.520 metres situada als Alps Bernesos, a Suïssa.